# Az okos lány
Az okos lány 1955-ben bemutatott magyar rajzfilm, amelyet Macskássy Gyula írt és rendezett, zenéjét Ilosvay Gusztáv szerezte. A mozifilm a Magyar Szinkronfilmgyártó Vállalat gyártásában készült, a MOKÉP forgalmazásában jelent meg.

## Alkotók
- Írta és rendezte: Macskássy Gyula
- Zenéjét szerezte: Ilosvay Gusztáv
- Operatőr: Kozelka Kálmán
- Tervezte: Dargay Attila, Szabó Szabolcs
- Rajzolta: Várnai György, Vörös Gizella
- Színes technika: Végh József

- Kidolgozta a Magyar Filmlaboratórium Vállalat
- Készítette a Magyar Szinkronfilmgyártó Vállalat

## Szereplők
- Mesélő: Szakáts Miklós
- Okos lány: Gombos Katalin
- Szőke királyfi: Garics János
- Öreg király: Bihari József